# Obsjtina Tjepelare
Obsjtina Tjepelare (bulgariska: Ибщина Чепеларе) är en kommun i Bulgarien.   Den ligger i regionen Smoljan, i den centrala delen av landet, 150 km sydost om huvudstaden Sofia.
Obsjtina Tjepelare delas in i:
- Zabărdo
- Pavelsko
- Chvojna
- Orechovo
- Bogutevo

Följande samhällen finns i Obsjtina Tjepelare:
- Tjepelare
- Bogutevo

I omgivningarna runt Obsjtina Tjepelare växer i huvudsak blandskog. Runt Obsjtina Tjepelare är det ganska glesbefolkat, med 23 invånare per kvadratkilometer.